# Nelson Prudêncio
Nelson Prudêncio (n. 4 aprilie 1944, Lins, São Paulo, Brazilia – d. 23 noiembrie 2012, São Paulo, São Paulo, Brazilia) a fost un atlet brazilian, medaliat olimpic. A participat la 3 ediții ale Jocurilor Olimpice (1968, 1972, 1976) în care a câștigat o medalie de argint și o medalie de bronz în proba de triplusalt.

## Palmares
| An   | Competiție               | Locație                   | Loc | Note  |
| ---- | ------------------------ | ------------------------- | --- | ----- |
| 1965 | Campionatul Sud-american | Rio de Janeiro, Brazilia  | 1   | 14,96 |
| 1967 | Jocurile Panamericane    | Winnipeg, Canada          | 2   | 16,45 |
| 1967 | Campionatul Sud-american | Buenos Aires, Argentina   | 1   | 16,30 |
| 1968 | Jocurile Olimpice        | Ciudad de México, Mexic   | 2   | 17,27 |
| 1969 | Campionatul Sud-american | Quito, Ecuador            | 1   | 16,34 |
| 1971 | Jocurile Panamericane    | Cali, Columbia            | 2   | 16,82 |
| 1971 | Campionatul Sud-american | Lima, Peru                | 1   | 15,58 |
| 1972 | Jocurile Olimpice        | München, Germania de Vest | 3   | 17,05 |
| 1974 | Campionatul Sud-american | Santiago, Chile           | 2   | 16,09 |
| 1975 | Campionatul Sud-american | Rio de Janeiro, Brazilia  | 2   | 16,45 |
| 1976 | Jocurile Olimpice        | Montreal, Canada          | 14  | 16,22 |